# Francesco Botticini

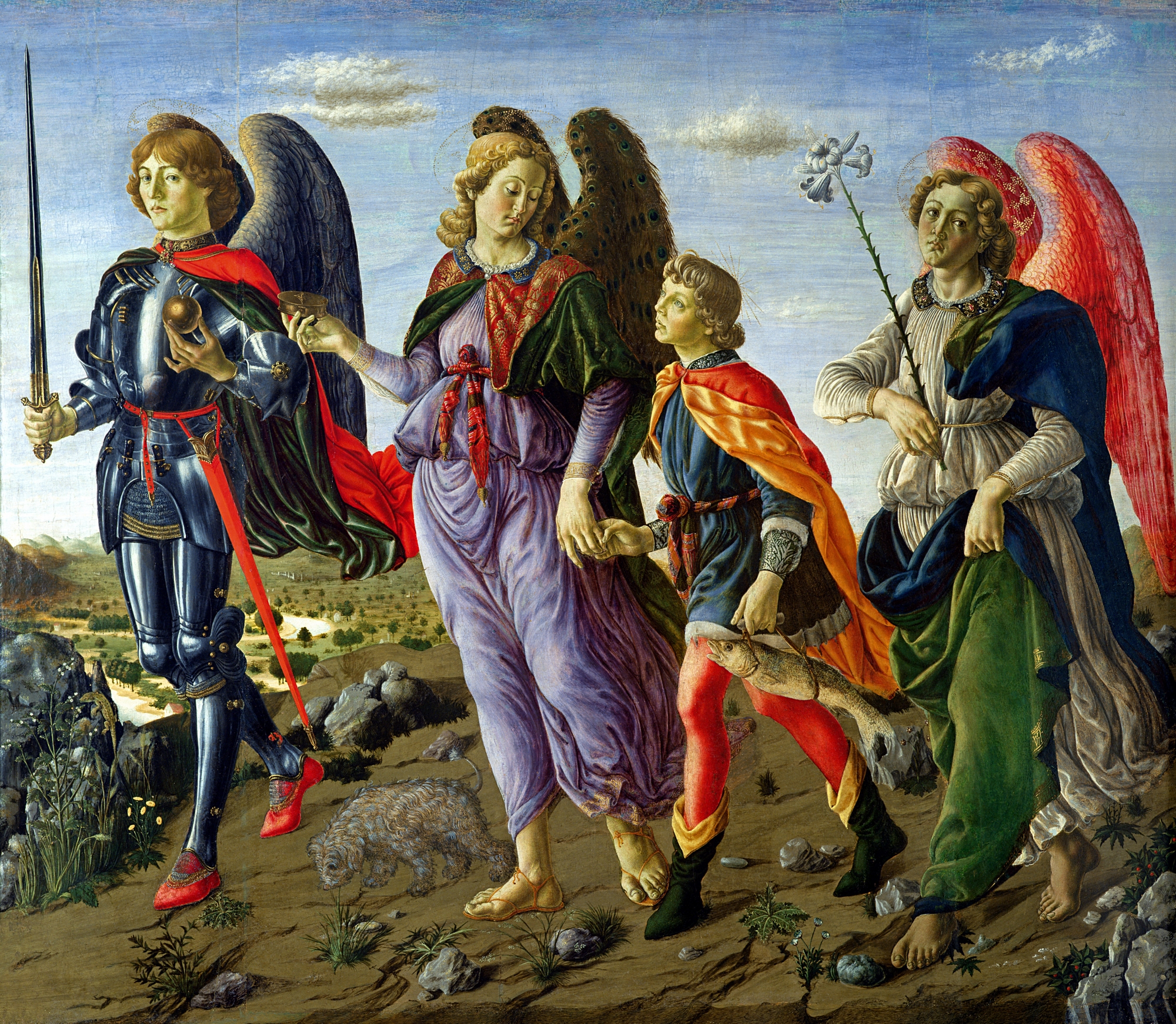
Los tres arcángeles y Tobías, temple sobre tabla, 135 x 154 cm, Florencia, Galleria degli Uffizi.

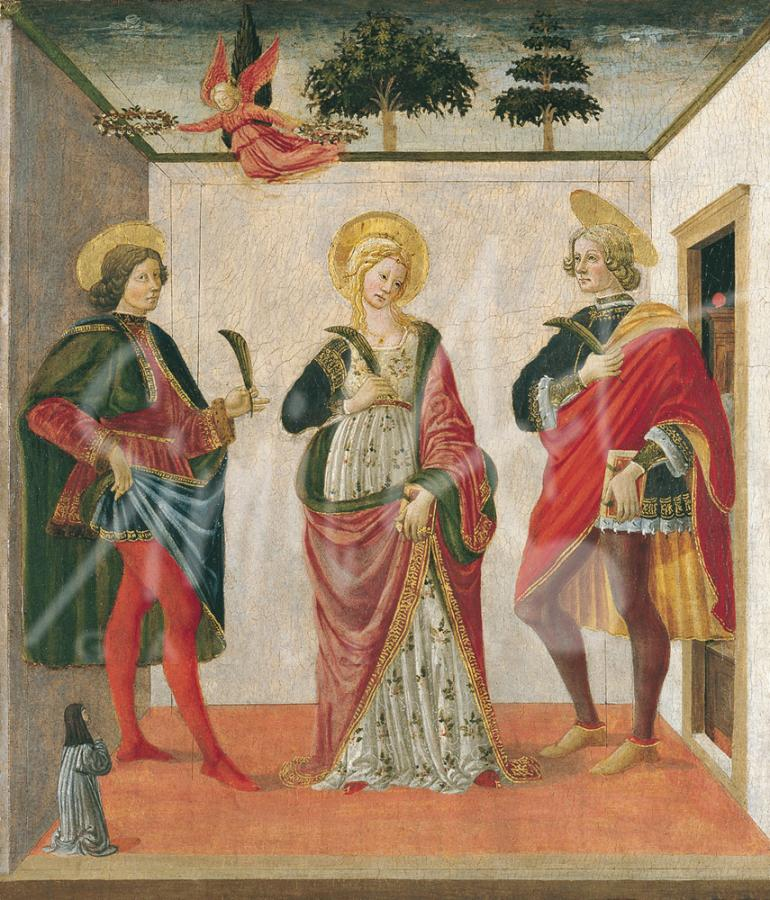
Santa Cecilia entre san Valeriano y san Tiburcio con una donante, temple sobre tabla, 52 x 44,5 cm, Madrid, Museo Thyssen-Bornemisza.

Francesco di Giovanni Botticini (Florencia, 1446-1497) fue un pintor renacentista italiano. 

## Biografía
Discípulo de Neri di Bicci, en su estilo ecléctico se mezclan las influencias de otros artistas como Cosimo Rosselli, Andrea Verrocchio o Andrea del Castagno. En 1460 abandonó el taller de Neri di Bicci y en 1469 estableció el suyo su propio, en el que se formó su hijo Raffaello Botticini. En 1472 se le documenta inscrito en la confraternidad de San Lucas.

## Obra
La única obra documentada de Francesco Botticini es el Tabernáculo del Sacramento que se le encargó en 1484 y en 1491 se dispuso como retablo mayor de la colegiata de San Andrés de Empoli, ahora conservado en el museo de la misma ciudad. Aunque atribuida, los Tres arcángeles con Tobías de la Galleria degli Uffizi se tienen por su obra maestra y de autoría segura, pintada hacia 1470. También se le atribuyen, entre otras, la tabla con Santa Cecilia entre san Valeriano y san Tiburcio con una donante del Museo Thyssen-Bornemisza, que también se ha atribuido a Filippo Lippi y a Cosimo Roselli, o la Santa Mónica entronizada de la basílica del Santo Spirito de Florencia, estilísticamente cercana a la tabla madrileña. 